# Kabinett Börner I
Das Kabinett Börner I bildete vom 20. Oktober 1976 bis 14. Dezember 1978 die Landesregierung von Hessen. Die Wahl des Ministerpräsidenten erfolgte bereits am 12. Oktober 1976.

## Kabinett
| Amt                                                           | Name                | Partei | Partei | Staatssekretäre                                                             |
| ------------------------------------------------------------- | ------------------- | ------ | ------ | --------------------------------------------------------------------------- |
| Ministerpräsident                                             | Holger Börner       |        | SPD    | Reinhart Bartholomäi (Chef der Staatskanzlei)                               |
| Stellvertreter des Ministerpräsidenten Wirtschaft und Technik | Heinz Herbert Karry |        | FDP    | -                                                                           |
| Inneres                                                       | Ekkehard Gries      |        | FDP    | Otto Rudolf Pulch (bis 31. Mai 1978)                                        |
| Finanzen                                                      | Heribert Reitz      |        | SPD    | Jochen Vogler                                                               |
| Justiz                                                        | Herbert Günther     |        | SPD    | Horst Werner (bis 31. Mai 1977) Otto Schmidt (ab 1. Juni 1977)              |
| Soziales                                                      | Armin Clauss        |        | SPD    | Adolf Philippi (bis 31. März 1977) Günter Steinhäuser (ab 1. April 1977)    |
| Kultus                                                        | Hans Krollmann      |        | SPD    | Vera Rüdiger                                                                |
| Landwirtschaft und Umwelt                                     | Willi Görlach       |        | SPD    | Reinhard Strehlke (bis 14. Januar 1977) Robert Metzler (ab 25. Januar 1977) |